# Jan Lodewijk van Scherpenzeel Heusch

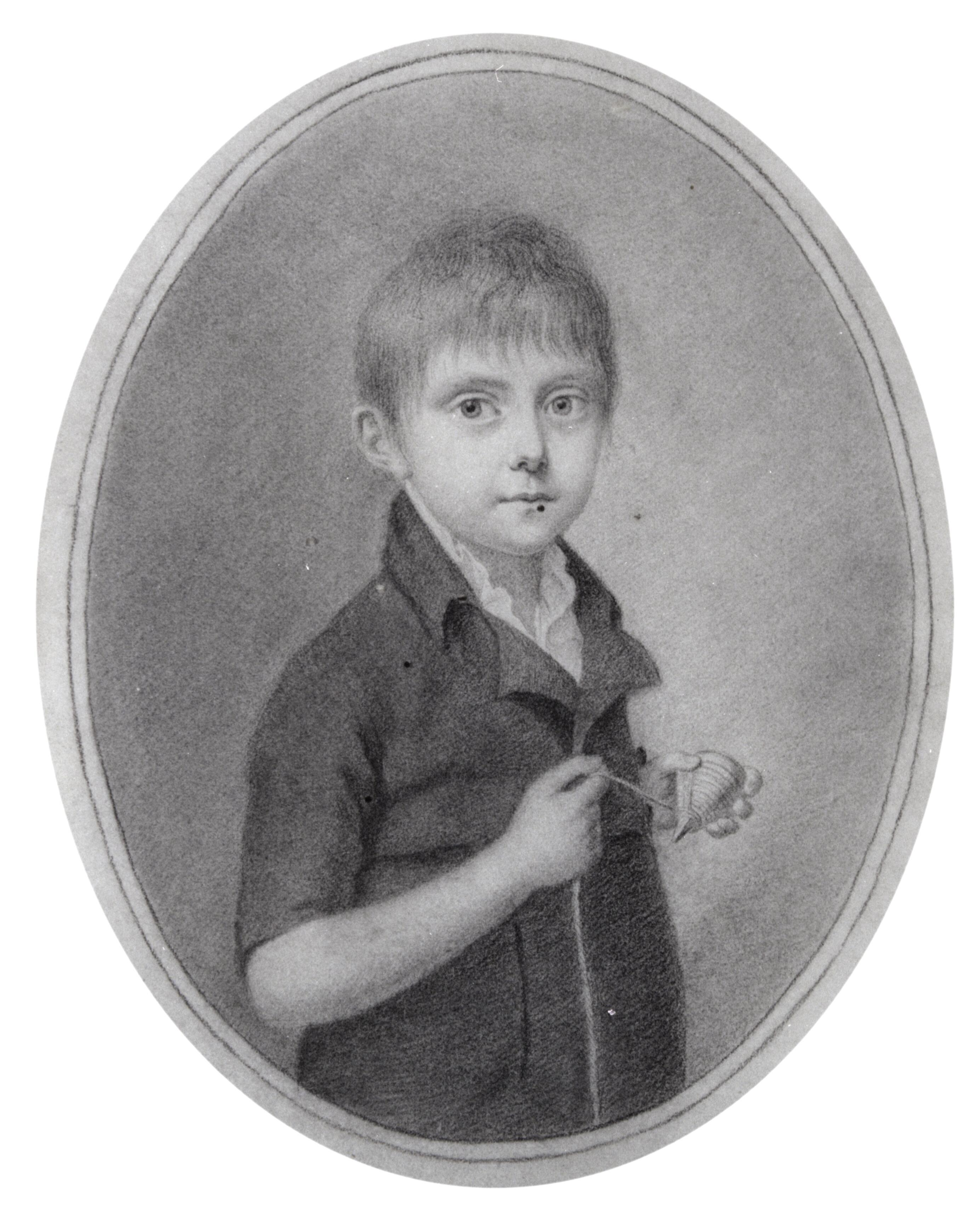
J.L.Th.A.L. van Scherpenzeel Heusch

Joannes Ludovicus Theodorus Antonius Libuinus (seit 1822 Baron) van Scherpenzeel Heusch (* 13. November 1799 (Taufdatum) in Oosterhout; † 14. Februar 1872 in Vlodrop), Herr von Mierlo, war 1848/1849 als Abgeordneter für den Wahlkreis Roermond (Herzogtum Limburg) Mitglied der Frankfurter Nationalversammlung.

## Leben
Scherpenzeel, Sohn von Maria Gerardus Carolus van Scherpenzeel Heusch, entstammte einer Familie aus der alten Grafschaft Looz. Er wurde 1818 Leutnant und 1828 Oberleutnant der Kavallerie. 1835 nahm er die belgische Staatsangehörigkeit an. Am 12. Mai 1848 wählten ihn die Wahlkreise Roermond und Maastricht zum Abgeordneten in die Frankfurter Nationalversammlung. Als Abgeordneter des erstgenannten Kreises strebte er (wie auch der andere Vertreter des Herzogtums Limburg, Alexander Lodewijk Schoenmaeckers) nach Loslösung des Herzogtums Limburg von den Niederlanden. Obwohl die Nationalversammlung sein Streben unterstützte, wurden nie konkrete Maßnahmen zur Verwirklichung genommen. Deshalb nahm er am 14. Mai 1849 seine Entlassung.
Im November 1849 wurde er von den Wahlkreisen Sittard und Roermond in die niederländische Zweite Kammer der Generalstaaten gewählt. Er entschied sich für Roermond, aber akzeptierte seine Ernennung zum Mitglied nicht um das Land auf seinen Wunsch nach Abtrennung Limburgs vom Königreich der Niederlande aufmerksam zu machen.
| Personendaten    | Personendaten                                                          |
| ---------------- | ---------------------------------------------------------------------- |
| NAME             | Scherpenzeel Heusch, Jan Lodewijk van                                  |
| ALTERNATIVNAMEN  | Scherpenzeel Heusch, Joannes Ludovicus Theodorus Antonius Libuinus van |
| KURZBESCHREIBUNG | Herr von Mierlo, Mitglied der Frankfurter Nationalversammlung          |
| GEBURTSDATUM     | getauft 13. November 1799                                              |
| GEBURTSORT       | Oosterhout                                                             |
| STERBEDATUM      | 14. Februar 1872                                                       |
| STERBEORT        | Vlodrop                                                                |